# 中川義章
中川 義章（なかがわ よしあき、1955年（昭和30年）2月 - ）は、兵庫県出身の元陸上自衛官。東京大学工学部卒業。第1師団長、陸上自衛隊研究本部長を歴任。最終階級は陸将。
1978年3月に東京大学工学部原子力工学科を卒業（同学科の後輩に松村五郎（第37代東北方面総監））し、陸上自衛隊入隊（同期に渡部悦和（第36代東部方面総監））。マサチューセッツ工科大学修士課程修了。世界平和研究所客員研究員。

## 自衛隊歴
- 1978年（昭和53年）4月：陸上自衛隊入隊
- 1997年（平成09年）1月：1等陸佐に昇任
- 1998年（平成10年）7月1日：陸上幕僚監部人事部人事計画課制度班長
- 2000年（平成12年）12月1日：自衛隊帯広地方連絡部長
- 2002年（平成14年）3月22日：陸上幕僚監部人事部援護業務課長
- 2003年（平成15年）7月1日：陸将補に昇任
- 2004年（平成16年）3月29日：北部方面総監部幕僚副長
- 2005年（平成17年）12月5日：統合幕僚会議事務局第5幕僚室統合運用計画官
- 2006年（平成18年）3月27日：統合幕僚監部報道官
- 2007年（平成19年）7月3日：中部方面総監部幕僚長 兼伊丹駐屯地司令
- 2009年（平成21年）12月7日：陸将に昇任、第32代 第1師団長に就任。
- 2011年（平成23年）4月27日：第6代 陸上自衛隊研究本部長に就任。
- 2013年（平成25年）8月22日：退官

## 著書等
- 『ポスト冷戦時代における軍事力の意義』世界平和研究所、1992年。